# Карл (великий герцог Баденский)
Карл Людвиг Фридрих (нем. Karl Ludwig Friedrich von Baden; 8 июня 1786, Карлсруэ — 8 декабря 1818, Раштатт) — великий герцог Бадена с 10 июня 1811 года.

## Биография
Сын принца Карла Людвига Баденского и Амалии Гессен-Дармштадтской, внук Карла Фридриха Баденского. Карл был родным братом русской императрицы Елизаветы Алексеевны (супруги Александра I). Стал наследным принцем Бадена после смерти своего отца в 1801 году. 30 августа 1801 года был награждён орденом Св. Андрея Первозванного. Спустя десять лет он сменил на престоле деда Карла Фридриха. 
Карл готовился к свадьбе с баварской принцессой Августой, дочерью баварского короля Максимилиана, когда планы Наполеона помешали этой свадьбе. Наполеон хотел видеть Августу женой своего пасынка Евгения Богарне и в качестве компенсации предложил Карлу жениться на троюродной сестре Евгения Стефании де Богарне, которую Наполеон официально удочерил и пожаловал титулом принцессы Франции. 
В 1807 году он отправился на войну, в качестве командира баденского контингента под командованием маршала Лефевра. Карл принимал участие в осаде Данцига.
Будучи молодым правящим принцем, Карл оказался зажатым между очень разными партиями. В начале девятнадцатого века уже предпринимались попытки сформировать ассоциации, а также провести либерализацию и демократизацию внутри Бадена, но все они содержали новшества, влияние которых на жителей Бадена должно было решаться индивидуально. Например, право оспорить строгие условия баденского закона о печати, установленные во времена правления Карла Фридриха Баденского. После консультации со статскими советниками, а также со своим учителем, придворным проповедником Иоганном Леонардом Вальцем, он оставил закон до поры до времени без изменений.
Благодаря своему воспитанию, Карл был очень хорошо подготовлен к предстоящему правлению. Его учителями были: тайный юрист-стажер и криптолог, профессор Иоганн Людвиг Клюбер, профессор Кристоф Эмануэль Хаубер, Иоганн Лоренц Бекманн, профессор Иоганн Август Шлеттвейн и Пьер Самуэль Дюпон де Немур.
Тот факт, что историки считали его слабым, вероятно, был связан с его деликатным поведением, чем с какими-либо недостатками характера. В соответствии с характером его личности, его поведение демонстрировало тонкость и осмотрительность в суждениях.
Когда он в 1813 году разорвал союз с Наполеоном и перешел на сторону противников Наполеона, некоторые чиновники потребовали от него развестись со своей женой Стефанией. Он отказался, хотя она, не родила здоровых наследников мужского пола, и первые несколько лет, брак был не очень счастливым. Развод мог бы иметь серьезные последствия, если бы он не был братом российской императрицы Елизаветы Алексеевны (урожденной Луизы Баденской).
Участвовал в Венском конгрессе, на котором за Баденом были утверждены территории, приобретенные в Наполеоновских войнах. В 1818 году он издал новую конституцию. 
Незадолго до своей смерти, Карл издал указ, гарантирующий преемственность тогдашнего Великого герцогского дома Баденского с точки зрения внутренней и внешней политики. Данный закон предоставлял династические права детям Карла Фридриха Баденского, от второго брака с Луизой Каролиной фон Гохберг (1768—1820). 
После смерти Карла, не оставившего наследников мужского пола, трон Бадена занял его дядя Людвиг I.

## Семья и дети
С 8 апреля 1806 женат на Стефании де Богарне (1789—1860). Дети:
- Луиза (5 июня 1811 — 19 июля 1854), замужем за кронпринцем Густавом Вазой (1799—1877), преемником свергнутого шведского короля Густава IV;
- сын (29 сентября 1812 — 16 октября 1812) (согласно народной молве, Каспар Хаузер);
- Жозефина (21 октября 1813 — 19 июня 1900), замужем за князем Карлом Антоном Гогенцоллерн-Зигмарингеном;
- Александр (1 мая 1816 — 8 мая 1816);
- Мария (11 октября 1817 — 17 октября 1888), замужем за Уильямом, 11-м герцогом Гамильтоном (1811—1863); их дочь была матерью монакского князя Луи II.